# Halpe
Halpe är ett släkte av fjärilar. Halpe ingår i familjen tjockhuvuden.

## Bildgalleri

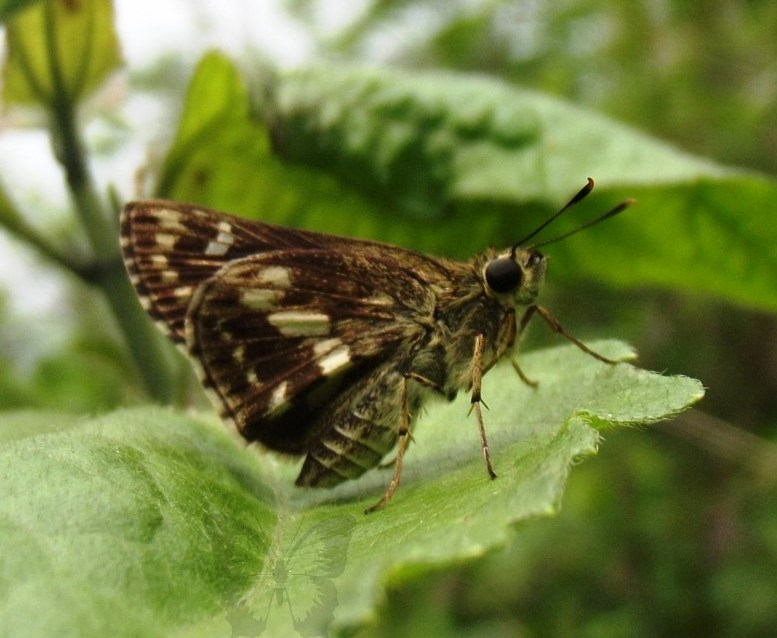
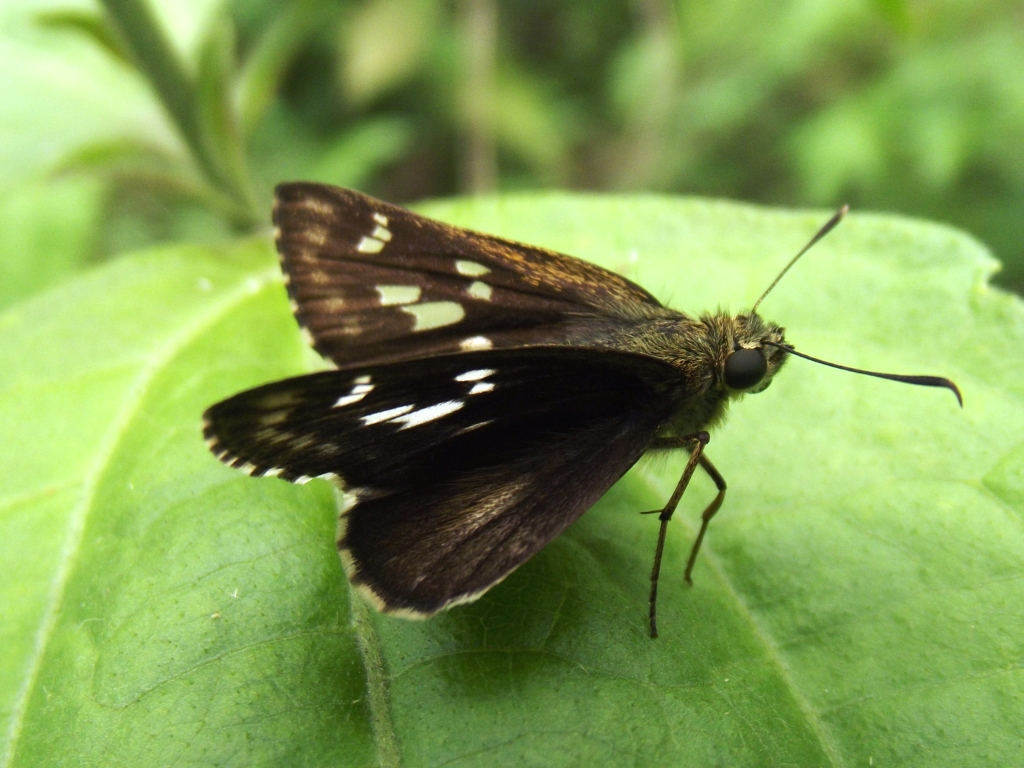
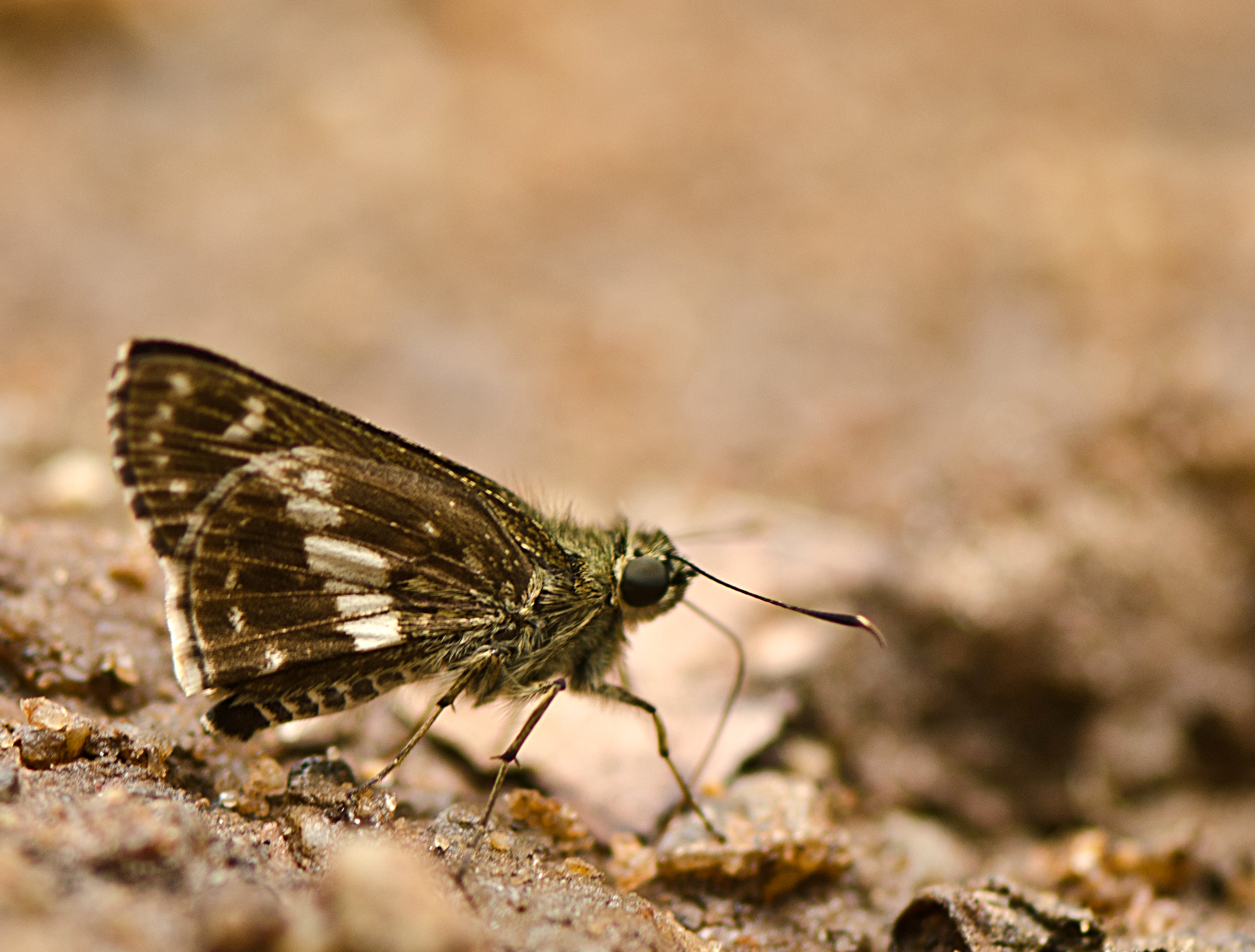
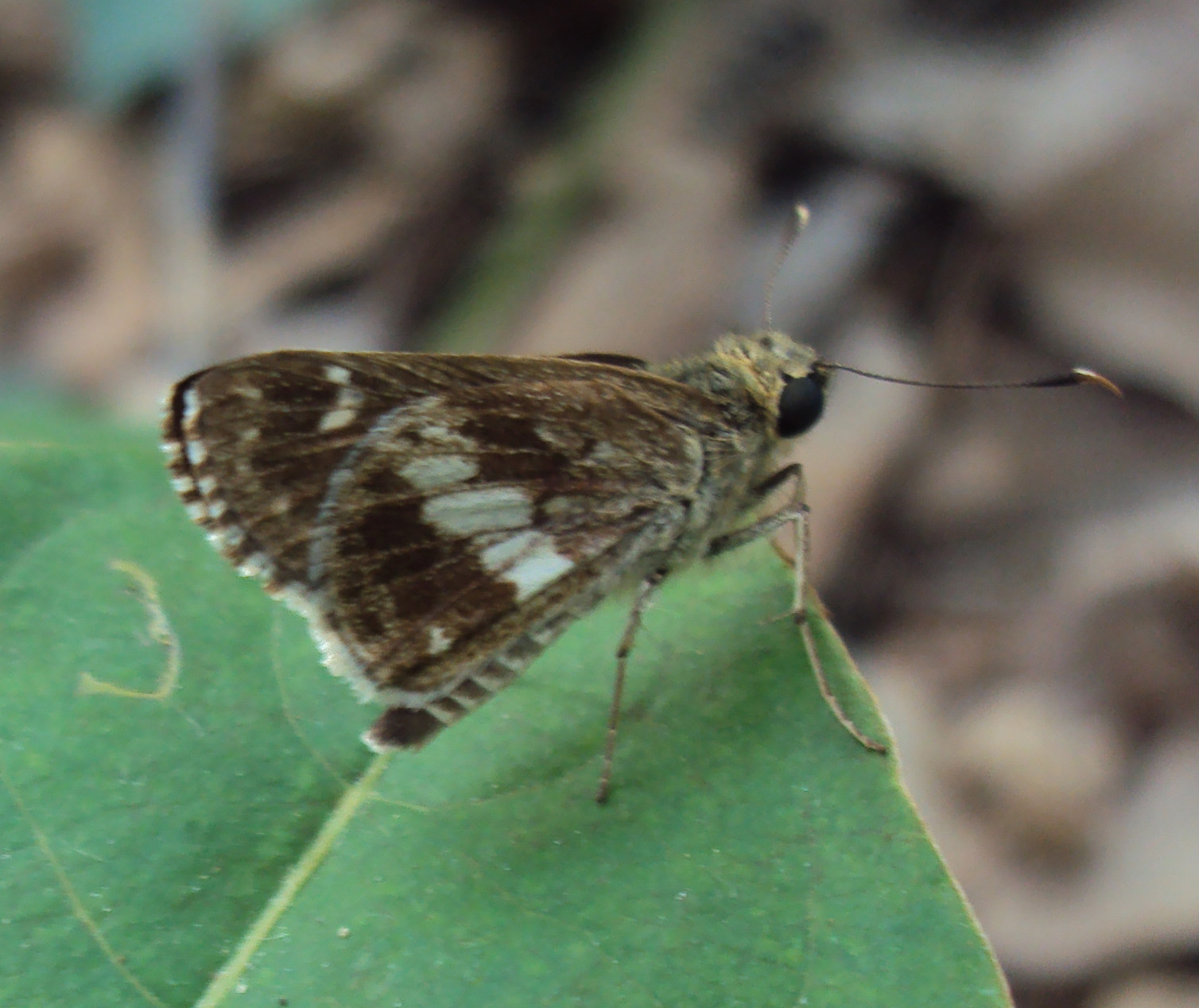
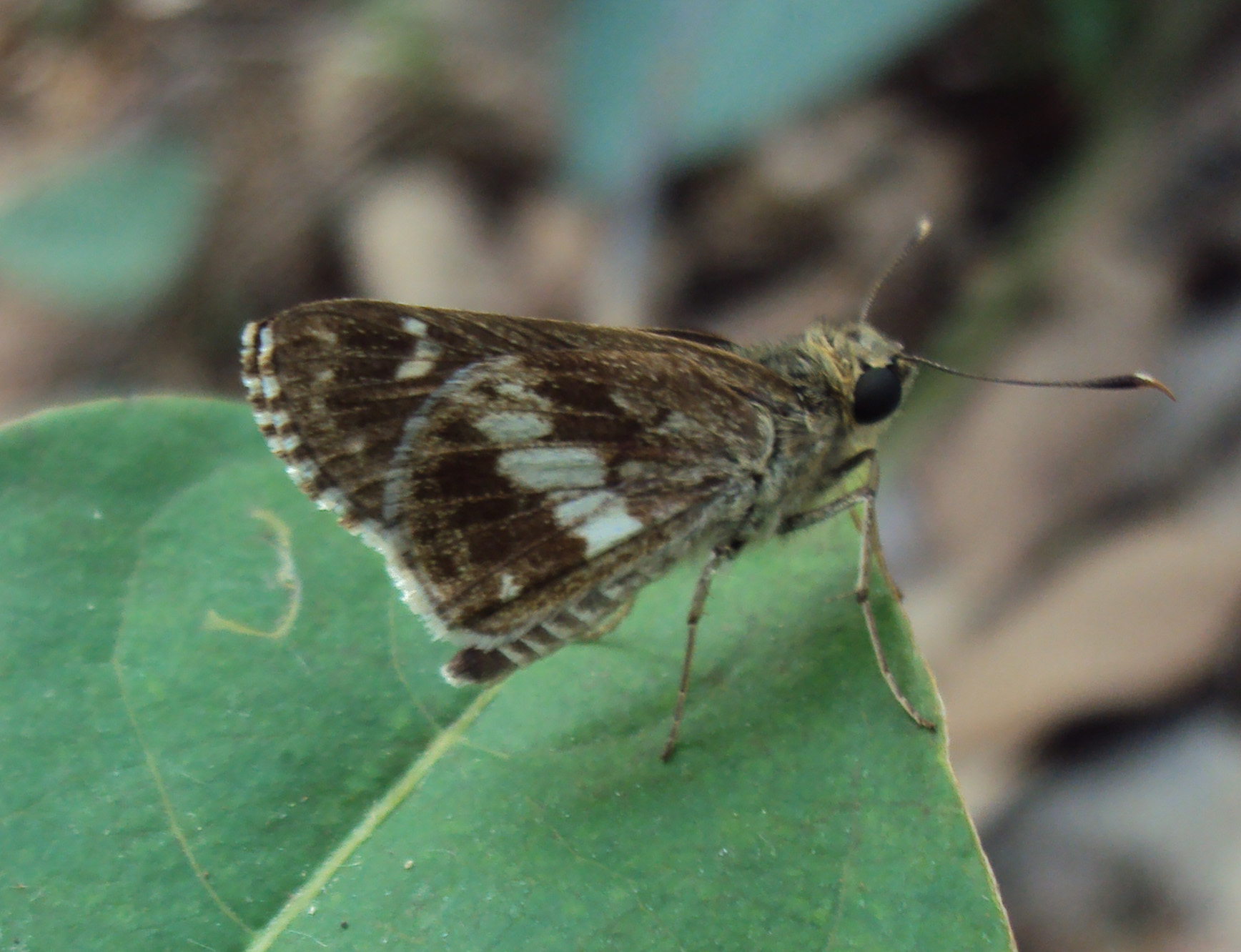
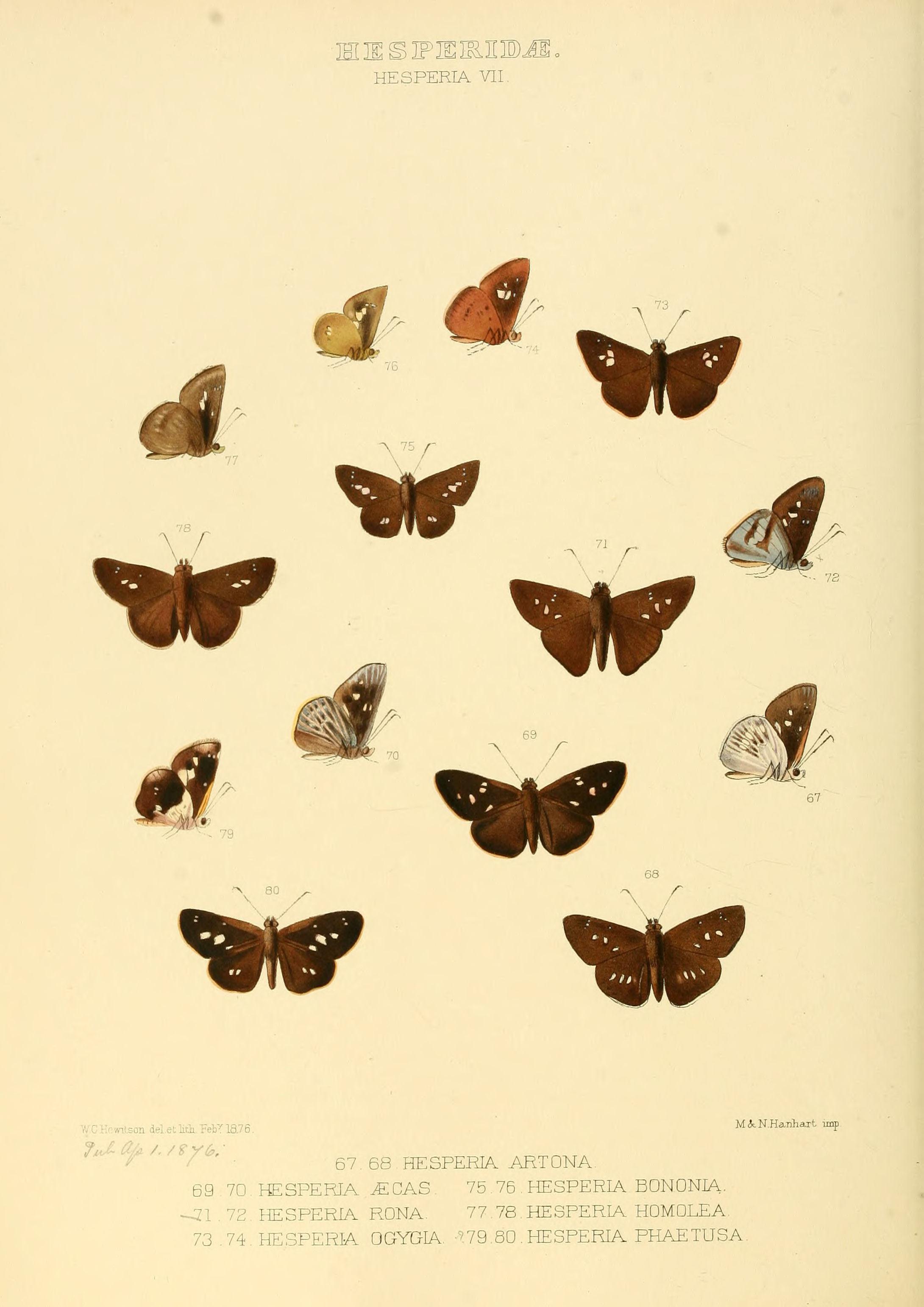

## Dottertaxa tillHalpe, i alfabetisk ordning[1]
- Halpe arcuata
- Halpe aucma
- Halpe auriferus
- Halpe bazilana
- Halpe beturia
- Halpe beturina
- Halpe brevicornis
- Halpe brunnea
- Halpe burmana
- Halpe ceylonica
- Halpe clara
- Halpe confusa
- Halpe dante
- Halpe diana
- Halpe egena
- Halpe elana
- Halpe fasciata
- Halpe filda
- Halpe flava
- Halpe formosana
- Halpe gamma
- Halpe handa
- Halpe hauxwelli
- Halpe hazis
- Halpe hieron
- Halpe hindu
- Halpe homolea
- Halpe insignis
- Halpe joloana
- Halpe kilda
- Halpe knyvetti
- Halpe kumara
- Halpe kusala
- Halpe limbanga
- Halpe luteisquama
- Halpe luzona
- Halpe mahapara
- Halpe majuscula
- Halpe marta
- Halpe molta
- Halpe moorei
- Halpe nephele
- Halpe ormenes
- Halpe pagaia
- Halpe palawea
- Halpe pelethronix
- Halpe perara
- Halpe perbella
- Halpe perfossa
- Halpe porus
- Halpe scissa
- Halpe selangora
- Halpe sikkima
- Halpe sulphurifera
- Halpe sutapa
- Halpe teliga
- Halpe tilia
- Halpe toxopea
- Halpe tytleri
- Halpe wantona
- Halpe veluvana
- Halpe vilasina
- Halpe vistara
- Halpe vistula
- Halpe zamba
- Halpe zandra
- Halpe zema
- Halpe zinda
- Halpe zola